# Psellidotus elegans
Psellidotus elegans är en tvåvingeart som först beskrevs av Macquart 1838.  Psellidotus elegans ingår i släktet Psellidotus och familjen vapenflugor. Inga underarter finns listade i Catalogue of Life.